# Raise Your Glass
"Raise Your Glass" is een nummer van de Amerikaanse zangeres Pink en is de eerste single van haar eerste compilatiealbum Greatest Hits... So Far!!!, dat in 2010 uitkwam. Het nummer gaat over het succes van Pink sinds 2000 en is opgedragen aan haar fans die haar steunen.

## Achtergrondinformatie
Het nummer werd in oktober 2010 uitgegeven door LaFace Records, JIVE Records en RCA Records. "Raise Your Glass" werd een commercieel succes en behaalde in veel landen een plek binnen de top-10. In de Verenigde Staten behaalde het nummer de nummer-1 positie, en werd daarmee Pinks derde nummer-1 hit.

## Videoclip
De bijhorende videoclip verscheen op 2 november 2010 en is geregisseerd door Dave Meyers. Het opnemen van de clip begon op 4 oktober 2010.

## Tracklijst
| Nr. | Titel                                              | Duur |
| --- | -------------------------------------------------- | ---- |
| 1.  | Raise Your Glass                                   | 3:23 |
| 2.  | U + Ur Hand (van Funhouse Tour: Live in Australia) | 4:14 |

## Hitnoteringen

### Nederlandse Top 40
| Hitnotering: 23-10-2010 t/m 19-02-2011 | Hitnotering: 23-10-2010 t/m 19-02-2011 | Hitnotering: 23-10-2010 t/m 19-02-2011 | Hitnotering: 23-10-2010 t/m 19-02-2011 | Hitnotering: 23-10-2010 t/m 19-02-2011 | Hitnotering: 23-10-2010 t/m 19-02-2011 | Hitnotering: 23-10-2010 t/m 19-02-2011 | Hitnotering: 23-10-2010 t/m 19-02-2011 | Hitnotering: 23-10-2010 t/m 19-02-2011 | Hitnotering: 23-10-2010 t/m 19-02-2011 | Hitnotering: 23-10-2010 t/m 19-02-2011 | Hitnotering: 23-10-2010 t/m 19-02-2011 | Hitnotering: 23-10-2010 t/m 19-02-2011 | Hitnotering: 23-10-2010 t/m 19-02-2011 | Hitnotering: 23-10-2010 t/m 19-02-2011 | Hitnotering: 23-10-2010 t/m 19-02-2011 | Hitnotering: 23-10-2010 t/m 19-02-2011 | Hitnotering: 23-10-2010 t/m 19-02-2011 | Hitnotering: 23-10-2010 t/m 19-02-2011 | Hitnotering: 23-10-2010 t/m 19-02-2011 |
| Week:                                  | 1                                      | 2                                      | 3                                      | 4                                      | 5                                      | 6                                      | 7                                      | 8                                      | 9                                      | 10                                     | 11                                     | 12                                     | 13                                     | 14                                     | 15                                     | 16                                     | 17                                     | 18                                     |                                        |
| -------------------------------------- | -------------------------------------- | -------------------------------------- | -------------------------------------- | -------------------------------------- | -------------------------------------- | -------------------------------------- | -------------------------------------- | -------------------------------------- | -------------------------------------- | -------------------------------------- | -------------------------------------- | -------------------------------------- | -------------------------------------- | -------------------------------------- | -------------------------------------- | -------------------------------------- | -------------------------------------- | -------------------------------------- | -------------------------------------- |
| Positie:                               | 18                                     | 12                                     | 12                                     | 12                                     | 12                                     | 9                                      | 5                                      | 4                                      | 6                                      | 6                                      | 13                                     | 20                                     | 20                                     | 25                                     | 28                                     | 31                                     | 33                                     | 36                                     | uit                                    |

### NederlandseSingle Top 100
| Hitnotering: 16-10-2010 t/m 30-04-2011 | Hitnotering: 16-10-2010 t/m 30-04-2011 | Hitnotering: 16-10-2010 t/m 30-04-2011 | Hitnotering: 16-10-2010 t/m 30-04-2011 | Hitnotering: 16-10-2010 t/m 30-04-2011 | Hitnotering: 16-10-2010 t/m 30-04-2011 | Hitnotering: 16-10-2010 t/m 30-04-2011 | Hitnotering: 16-10-2010 t/m 30-04-2011 | Hitnotering: 16-10-2010 t/m 30-04-2011 | Hitnotering: 16-10-2010 t/m 30-04-2011 | Hitnotering: 16-10-2010 t/m 30-04-2011 | Hitnotering: 16-10-2010 t/m 30-04-2011 | Hitnotering: 16-10-2010 t/m 30-04-2011 | Hitnotering: 16-10-2010 t/m 30-04-2011 | Hitnotering: 16-10-2010 t/m 30-04-2011 | Hitnotering: 16-10-2010 t/m 30-04-2011 |
| Week:                                  | 1                                      | 2                                      | 3                                      | 4                                      | 5                                      | 6                                      | 7                                      | 8                                      | 9                                      | 10                                     | 11                                     | 12                                     | 13                                     | 14                                     | 15                                     |
| -------------------------------------- | -------------------------------------- | -------------------------------------- | -------------------------------------- | -------------------------------------- | -------------------------------------- | -------------------------------------- | -------------------------------------- | -------------------------------------- | -------------------------------------- | -------------------------------------- | -------------------------------------- | -------------------------------------- | -------------------------------------- | -------------------------------------- | -------------------------------------- |
| Positie:                               | 20                                     | 22                                     | 43                                     | 47                                     | 43                                     | 27                                     | 13                                     | 18                                     | 22                                     | 34                                     | 33                                     | 11                                     | 3                                      | 10                                     | 21                                     |
| Week:                                  | 16                                     | 17                                     | 18                                     | 19                                     | 20                                     | 21                                     | 22                                     | 23                                     | 24                                     | 25                                     | 26                                     | 27                                     | 28                                     | 29                                     |                                        |
| Positie:                               | 26                                     | 21                                     | 22                                     | 44                                     | 39                                     | 56                                     | 68                                     | 64                                     | 71                                     | 68                                     | 72                                     | 64                                     | 72                                     | 78                                     | uit                                    |

### 3FM Mega Top 50
| Hitnotering: 09-10-2010 t/m 05-03-2011 | Hitnotering: 09-10-2010 t/m 05-03-2011 | Hitnotering: 09-10-2010 t/m 05-03-2011 | Hitnotering: 09-10-2010 t/m 05-03-2011 | Hitnotering: 09-10-2010 t/m 05-03-2011 | Hitnotering: 09-10-2010 t/m 05-03-2011 | Hitnotering: 09-10-2010 t/m 05-03-2011 | Hitnotering: 09-10-2010 t/m 05-03-2011 | Hitnotering: 09-10-2010 t/m 05-03-2011 | Hitnotering: 09-10-2010 t/m 05-03-2011 | Hitnotering: 09-10-2010 t/m 05-03-2011 | Hitnotering: 09-10-2010 t/m 05-03-2011 | Hitnotering: 09-10-2010 t/m 05-03-2011 |
| Week:                                  | 1                                      | 2                                      | 3                                      | 4                                      | 5                                      | 6                                      | 7                                      | 8                                      | 9                                      | 10                                     | 11                                     | 12                                     |
| -------------------------------------- | -------------------------------------- | -------------------------------------- | -------------------------------------- | -------------------------------------- | -------------------------------------- | -------------------------------------- | -------------------------------------- | -------------------------------------- | -------------------------------------- | -------------------------------------- | -------------------------------------- | -------------------------------------- |
| Positie:                               | 42                                     | 8                                      | 4                                      | 11                                     | 15                                     | 7                                      | 10                                     | 7                                      | 7                                      | 10                                     | 9                                      | 22                                     |
| Week:                                  | 13                                     | 14                                     | 15                                     | 16                                     | 17                                     | 18                                     | 19                                     | 20                                     | 21                                     | 22                                     |                                        |                                        |
| Positie:                               | 8                                      | 7                                      | 4                                      | 9                                      | 16                                     | 13                                     | 18                                     | 26                                     | 43                                     | 46                                     | uit                                    |                                        |

### NPO Radio 2 Top 2000
| Nummer met noteringen in de NPO Radio 2 Top 2000 | '14  | '15  | '16  | '17  | '18  | '19  | '20  | '21  | '22  | '23  | '24  |
| ------------------------------------------------ | ---- | ---- | ---- | ---- | ---- | ---- | ---- | ---- | ---- | ---- | ---- |
| Raise Your Glass                                 | 1613 | 1565 | 1689 | 1286 | 1276 | 1255 | 1435 | 1505 | 1543 | 1291 | 1591 |

1. ↑  Een vetgedrukt getal geeft de hoogste notering aan.
2. ↑  2014 was het eerste jaar met een notering voor dit nummer.

## Releasedata
| Land                | Releasedatum    | Formaat                   | Label      |
| ------------------- | --------------- | ------------------------- | ---------- |
| Verenigd Koninkrijk | 6 oktober 2010  | Airplay                   | LaFace     |
| Verenigd Koninkrijk | 8 november 2010 | Cd-single, muziekdownload | LaFace     |
| Duitsland           | 5 november 2010 | Cd-single, muziekdownload | LaFace     |
| Australië           | 6 oktober 2010  | Muziekdownload            | LaFace     |
| Brazilië            | 6 oktober 2010  | Muziekdownload            | Sony Music |
| Polen               | 7 oktober 2010  | Muziekdownload            | La Face    |
| Verenigde Staten    | 8 oktober 2010  | Muziekdownload            | La Face    |